# Zanaco Football Club
Lo Zanaco Football Club è una società calcistica dello Zambia con sede a Lusaka.
Fondato nel 1985 il club milita nella Super League la massima serie calcistica dello Zambia.

## Rosa attuale
| N. |                   | Ruolo | Calciatore        |
| -- | ----------------- | ----- | ----------------- |
| -  | Zambia (bandiera) | P     | Allan Chibwe      |
| -  | Zambia (bandiera) | P     | Raja Kola         |
| -  | Zambia (bandiera) | D     | Cosmas Kabaza     |
| -  | Zambia (bandiera) | D     | Mwewa Sakala      |
| -  | Zambia (bandiera) | D     | Kunda Mushota     |
| -  | Zambia (bandiera) | D     | Martin Kaonga     |
| -  | Zambia (bandiera) | C     | Samson Chilupe    |
| -  | Zambia (bandiera) | D     | Ziyo Tembo        |
| -  | Zambia (bandiera) | D     | Eugene Shamakamba |
| -  | Zambia (bandiera) | C     | Rabby Lwambula    |
| -  | Zambia (bandiera) | C     | Trinity Chalanshi |

| N. |                   | Ruolo | Calciatore        |
| -- | ----------------- | ----- | ----------------- |
| -  | Zambia (bandiera) | C     | Mwangelwa Boyd    |
| -  | Zambia (bandiera) | C     | Venecious Mapande |
| -  | Zambia (bandiera) | C     | Henry Banda       |
| -  | Zambia (bandiera) | C     | Lee Ngoma         |
| -  | Zambia (bandiera) | C     | Lotti Nyambili    |
| -  | Zambia (bandiera) | A     | Lewis Macha       |
| -  | Zambia (bandiera) | A     | Ignatius Lwipa    |
| -  | Zambia (bandiera) | A     | Moses Phiri       |
| -  | Zambia (bandiera) | A     | Elson Mkandawire  |
| -  | Zambia (bandiera) | A     | Judge Mkandawire  |

## Palmarès

### Competizioni nazionali
- Campionato zambiano: 7

2002, 2003, 2005, 2006, 2009, 2012, 2016
- Coppa dello Zambia: 1

2002
- Zambian Challenge Cup: 3

1987, 1988, 2006
- Zambian Coca Cola Cup: 2

2001, 2004
- Zambian Charity Shield: 3

2001, 2003, 2006

### Altri piazzamenti
- Campionato di calcio dello Zambia:

Secondo posto: 2017